# Камышевский сельсовет (Новосибирская область)
Камышевский сельсовет — сельское поселение в Усть-Таркском районе Новосибирской области Российской Федерации.
Административный центр — село Камышево.

## История
Статус и границы сельского поселения установлены Законом Новосибирской области от 2 июня 2004 года № 200-ОЗ «О статусе и границах муниципальных образований Новосибирской области»

## Население
| 2002 | 2010 | 2012 | 2013 | 2014 | 2015 | 2016 |
| ---- | ---- | ---- | ---- | ---- | ---- | ---- |
| 833  | ↘577 | ↘545 | ↘524 | ↘508 | ↘500 | →500 |
| 2017 | 2018 | 2019 | 2020 | 2021 |      |      |
| ↘498 | ↘486 | ↘483 | ↘465 | ↘454 |      |      |

## Состав сельского поселения
| № | Населённый пункт | Тип населённого пункта       | Население |
| - | ---------------- | ---------------------------- | --------- |
| 1 | Верхнеомка       | село                         | ↘185      |
| 2 | Камышево         | село, административный центр | ↘392      |